# St. Lunaire-Griquet
St. Lunaire-Griquet is een gemeente (town) in de Canadese provincie Newfoundland en Labrador. De gemeente ligt in het noordoosten van het Great Northern Peninsula in het uiterste noorden van het eiland Newfoundland.

## Geschiedenis
St. Lunaire-Griquet werd in 1958 erkend als een gemeente met de status van local government community (LGC). In 1980 werden LGC's op basis van The Municipalities Act als bestuursvorm afgeschaft. De gemeente werd daarop automatisch een community om via een algemene wet in 1996 uiteindelijk een town te worden.

## Geografie
De gemeente St. Lunaire-Griquet bestaat uit het zuidelijke dorp St. Lunaire, het noordelijke dorp Griquet en het nog noordelijker gelegen gehucht Gunners Cove. St. Lunaire is gelegen aan St. Lunaire Bay en telt ruim 400 inwoners. Het is daarmee bij verre de grootste plaats van de gemeente; het gemeentehuis is dan ook aldaar gevestigd.
Griquet telt zo'n 150 inwoners en heeft een minder duidelijk afgebakende dorpskern dan St. Lunaire. De grootste kern van Griquet ligt op Camel Island, een via een brugje bereikbaar eiland, maar er is ook bebouwing ten zuiden daarvan (bij Route 436), evenals verder noordwaarts bij Newtown Road. 
Gunners Cove telt een 15-tal inwoners en ligt in het uiterste noorden van de gemeente. Het gehucht ligt 6 km ten zuidoosten van L'Anse aux Meadows, een Vikingnederzetting die erkend is als Werelderfgoed.

## Demografie
Demografisch gezien is St. Lunaire-Griquet, net zoals de meeste kleine gemeenten op Newfoundland, aan het krimpen. Tussen 1991 en 2021 daalde de bevolkingsomvang van 1.020 naar 603. Dat komt neer op een daling van 417 inwoners (-40,9%) in dertig jaar tijd.
| Jaar | Aantal inwoners | Verschil |
| ---- | --------------- | -------- |
| 1991 | 1.020           | –        |
| 1996 | 929             | -8,9%    |
| 2001 | 822             | -11,5%   |
| 2006 | 666             | -19,0%   |
| 2011 | 661             | -0,8%    |
| 2016 | 604             | -8,6%    |
| 2021 | 603             | -0,2%    |

## Galerij

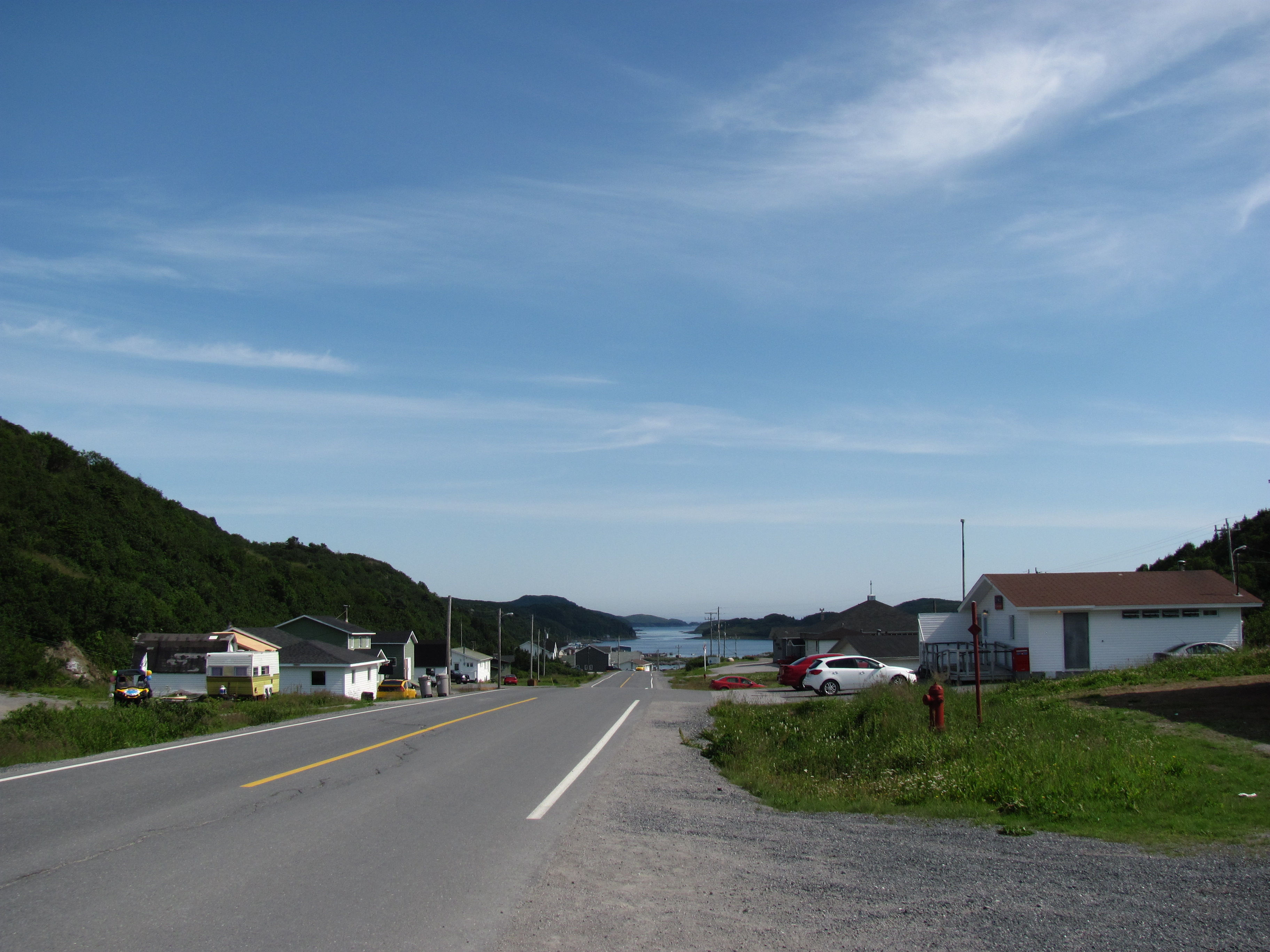
Main Street in St. Lunaire
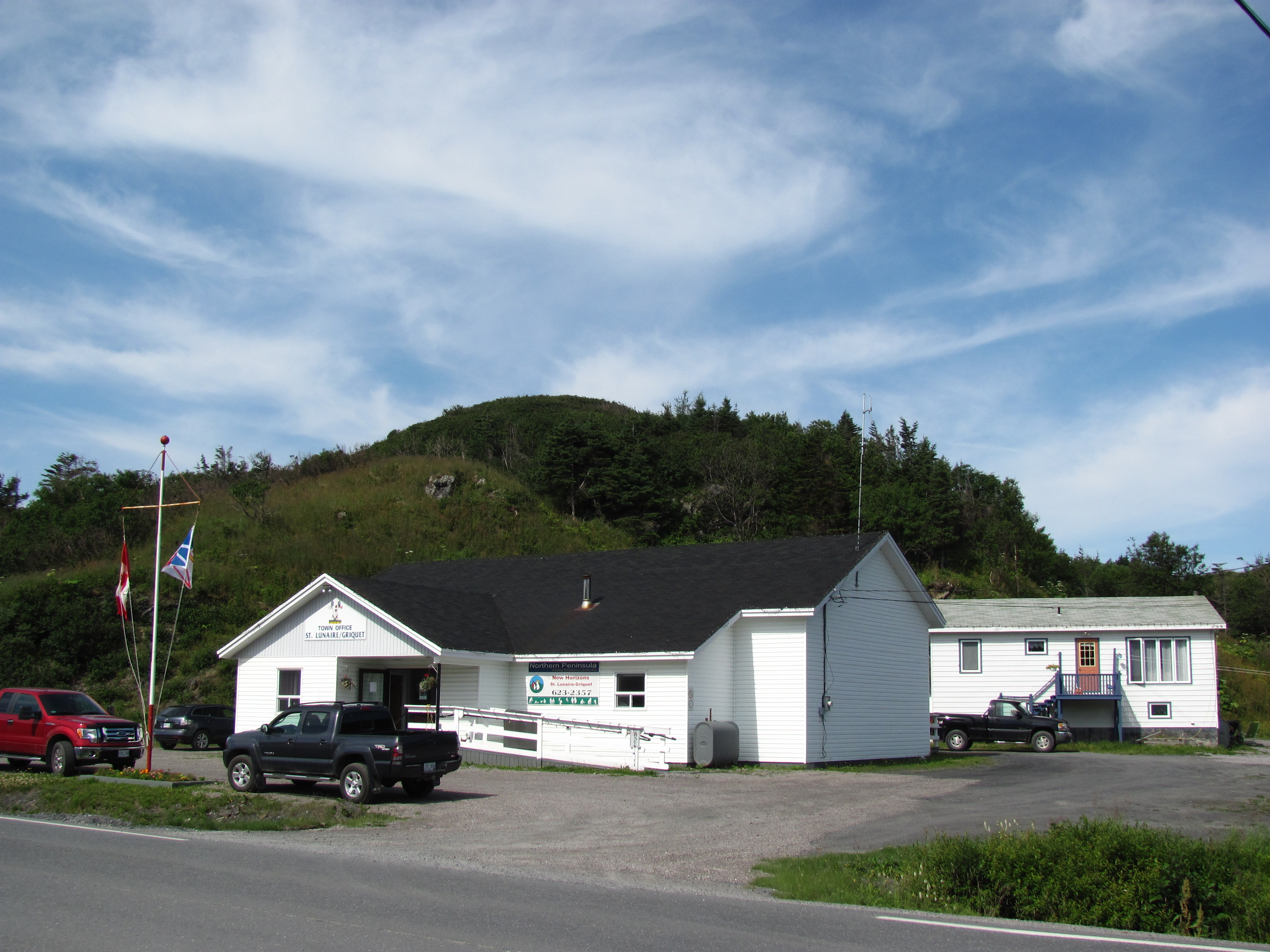
Gemeentehuis van St. Lunaire-Griquet
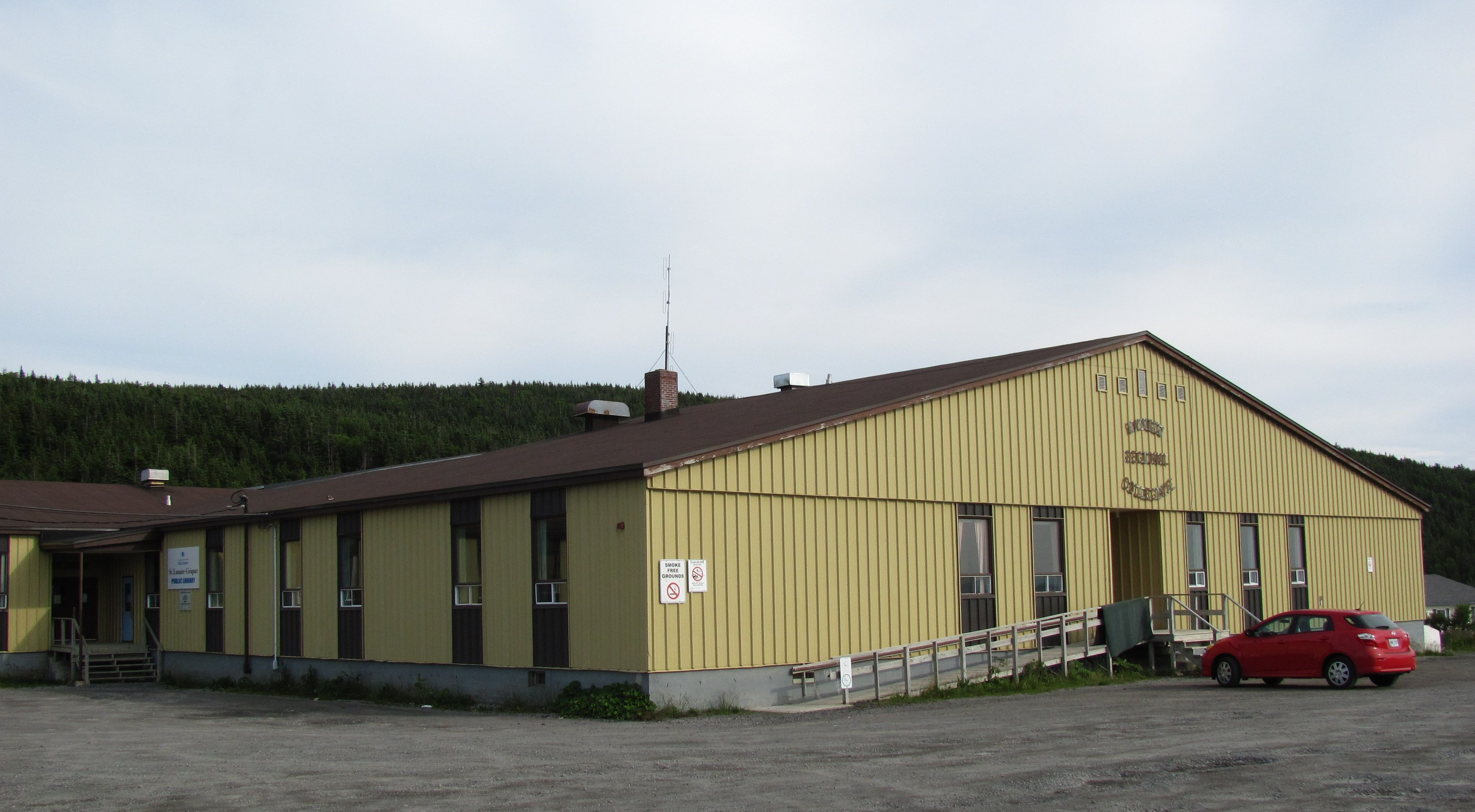
Gemeentelijke school en bibliotheek
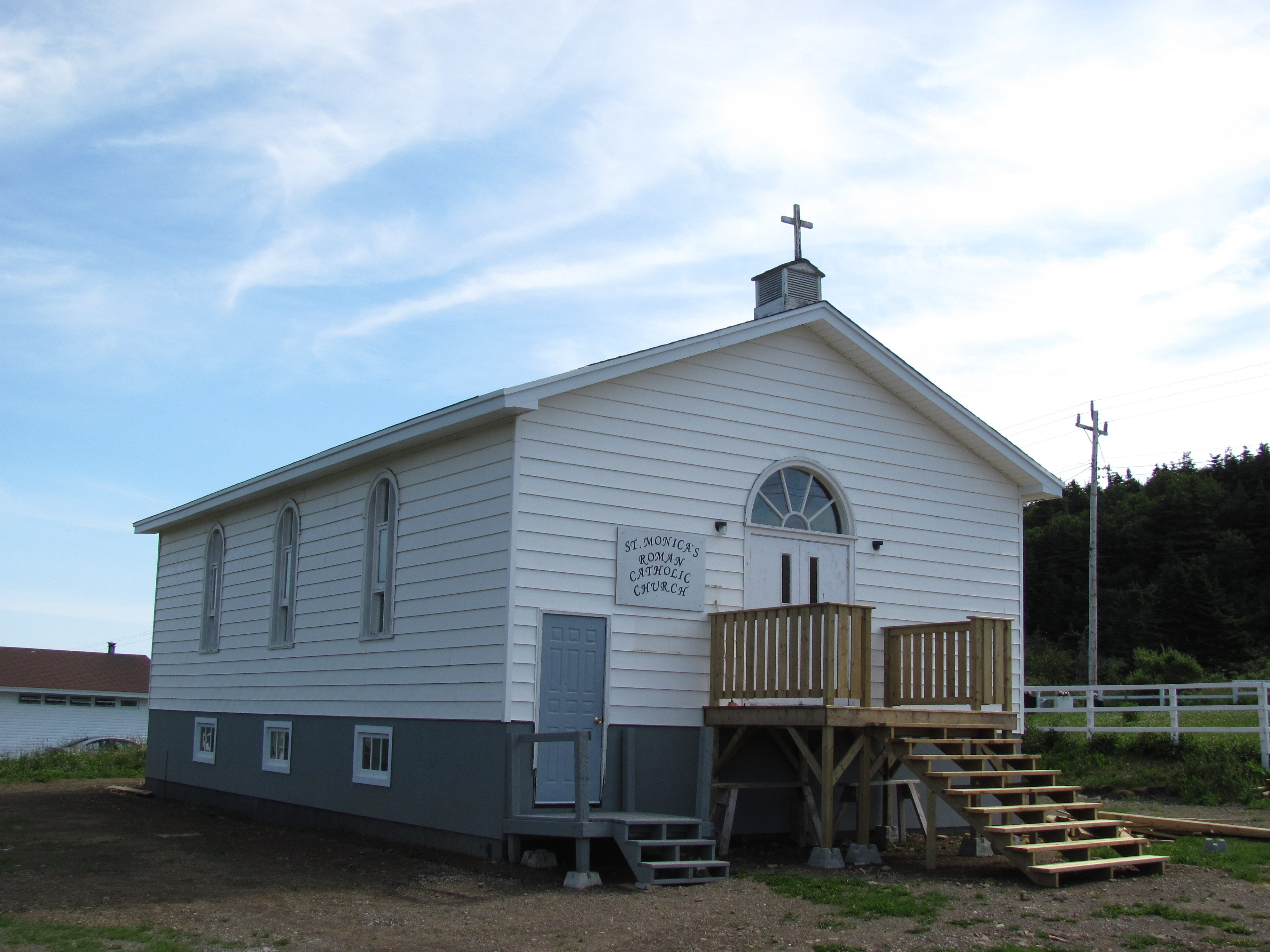
Rooms-katholieke Sint-Monicakerk van St. Lunaire